# Formazioni di Superliga Série A brasiliana di pallavolo maschile 2011-2012
Formazioni delle squadre di pallavolo partecipanti alla stagione 2011-2012 della Superliga Série A.